# Dakelh
Pour les articles homonymes, voir Carrier (homonymie).

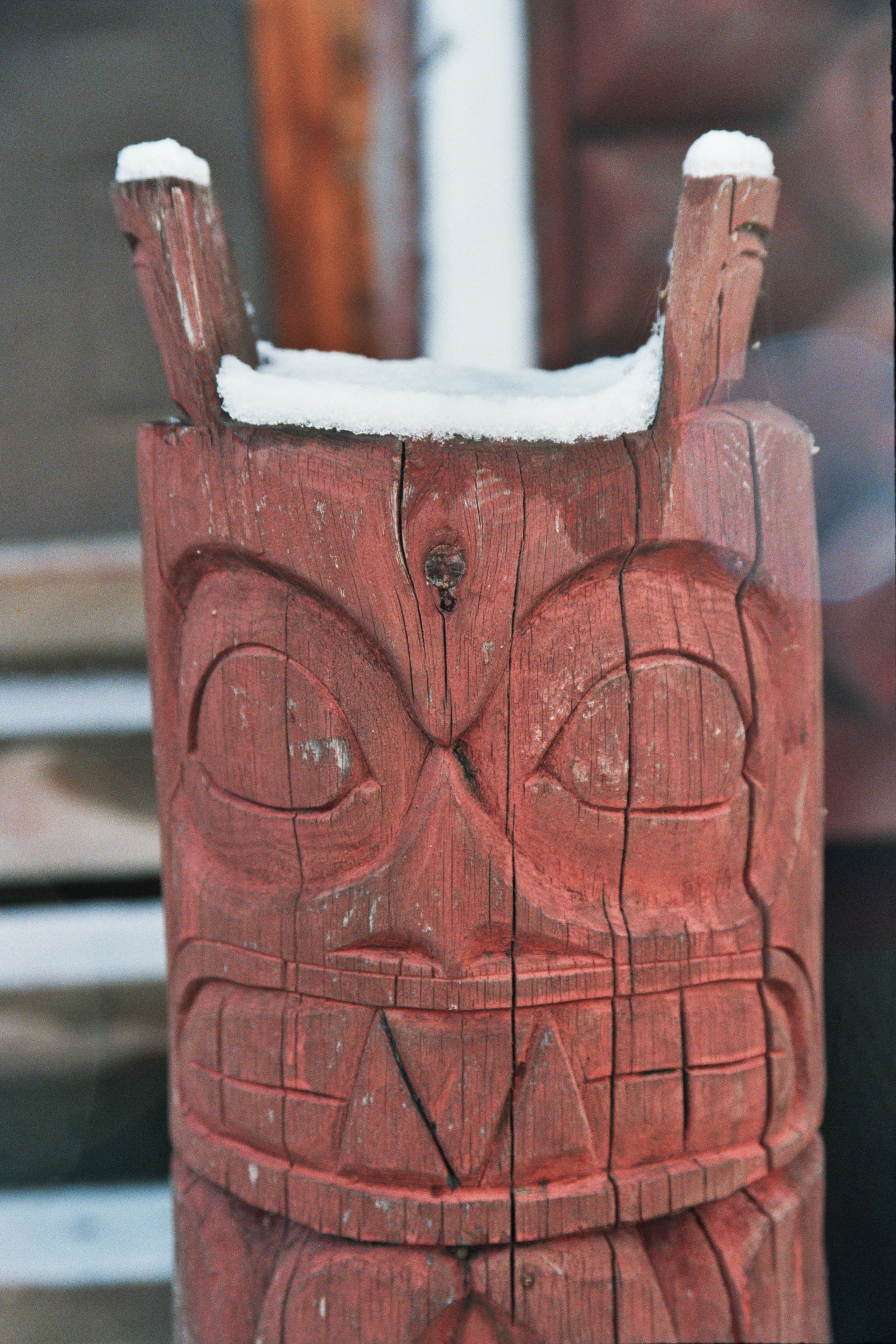
Un petit totem Dakelh contemporain.

Les Dakelh sont le peuple indigène d'une large partie du centre de la Colombie-Britannique. Ce nom signifie « ceux qui se déplacent en bateau ». On les appelle aussi Porteurs en français, Carriers en anglais ; c'est la traduction du nom que leur ont donné les Sekani, que les Européens ont rencontrés avant les Dakelh.
La langue dakelh est une langue athapascane. Les Porteurs parlent deux langues apparentées. La première, le babine-witsuwit'en, est parfois appelée porteur du nord. La seconde, le porteur à proprement parler, inclut ce qu'on appelle parfois le porteur du centre et le porteur du sud. Comme la plupart des langages de Colombie-Britannique, le porteur est une langue en danger. Seulement 10 % des Porteurs parlent actuellement le porteur, et quasiment aucun enfant.